# Вултонский пирог
Вултонский пирог (англ. Woolton pie) — пирог с овощной начинкой, распространённый в Великобритании во время Второй мировой войны. Был создан в лондонском отеле «Савой» его тогдашним шеф-поваром Франсуа Латри и был одним из множества рецептов, рекомендованных британцам Министерством продовольствия, чтобы поддерживать питательную диету, несмотря на дефицит и нормирование продуктов питания, особенно мяса. Овощи были относительно доступны, потому что Министерство продовольствия запустило кампанию «Копай для победы»: британцы использовали свои клумбы, участки и даже парки для выращивания овощей.
Пирог был назван в честь Фредерика Маркиза, 1-го графа Вултона (1883—1964), который популяризировал рецепт после того, как стал министром продовольствия в 1940 году.

## Рецепт
Начинка пирога состояла из нарезанного кубиками и приготовленного картофеля (или пастернака), цветной капусты, моркови и, возможно, репы. По возможности добавляли другие овощи. Овсяные хлопья и нарезанный зелёный лук добавляли в овощной бульон, которым заливали овощи. Блюдо было покрыто картофельным тестом и тёртым сыром и подавалось с овощной подливкой. Состав начинки для пирога можно легко изменить, включив в неё сезонные овощи.

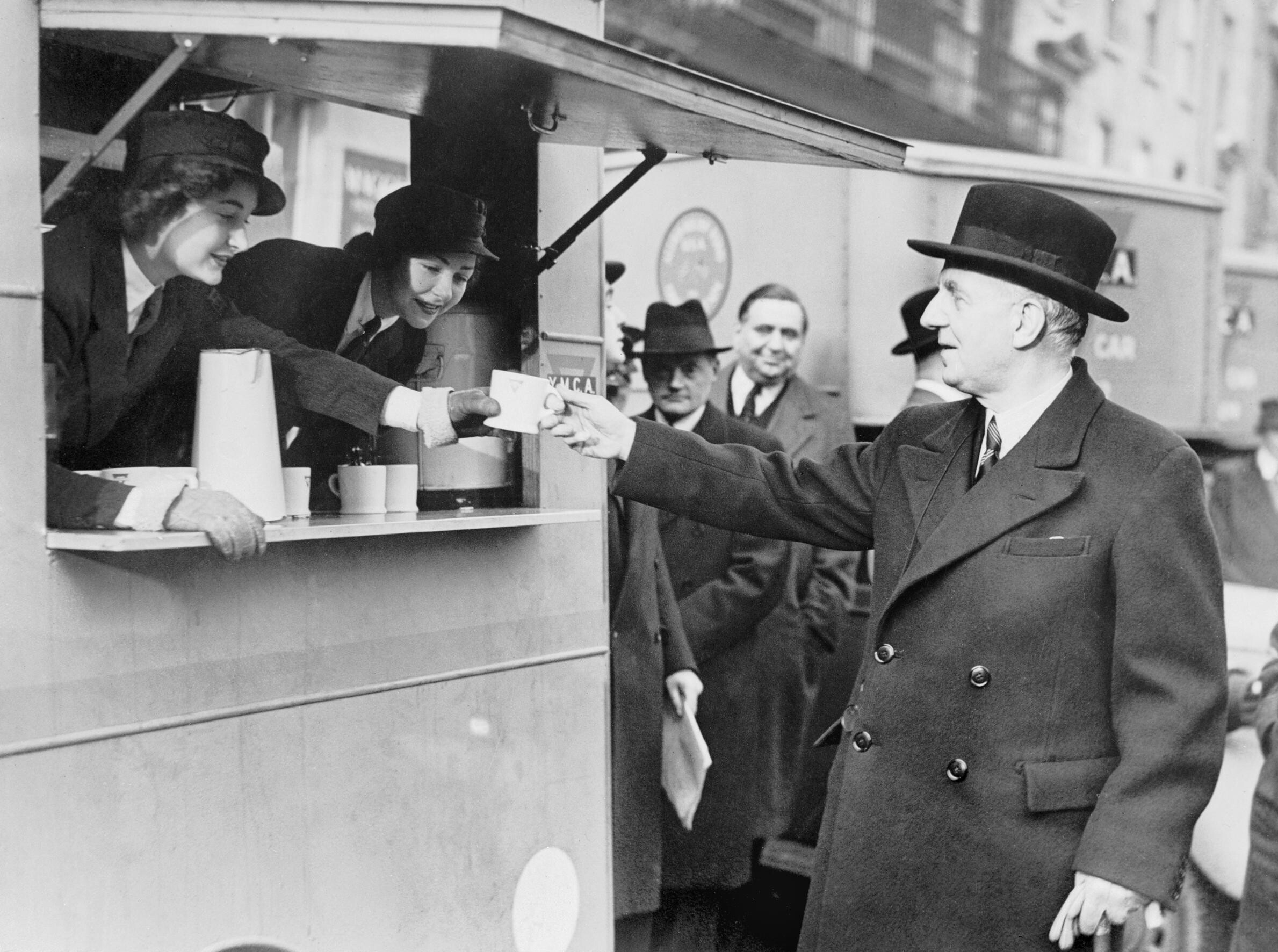
Британский министр продовольствия (апрель 1940 — 11 ноября 1943) лорд Вултон получает чашку чая из мобильной столовой
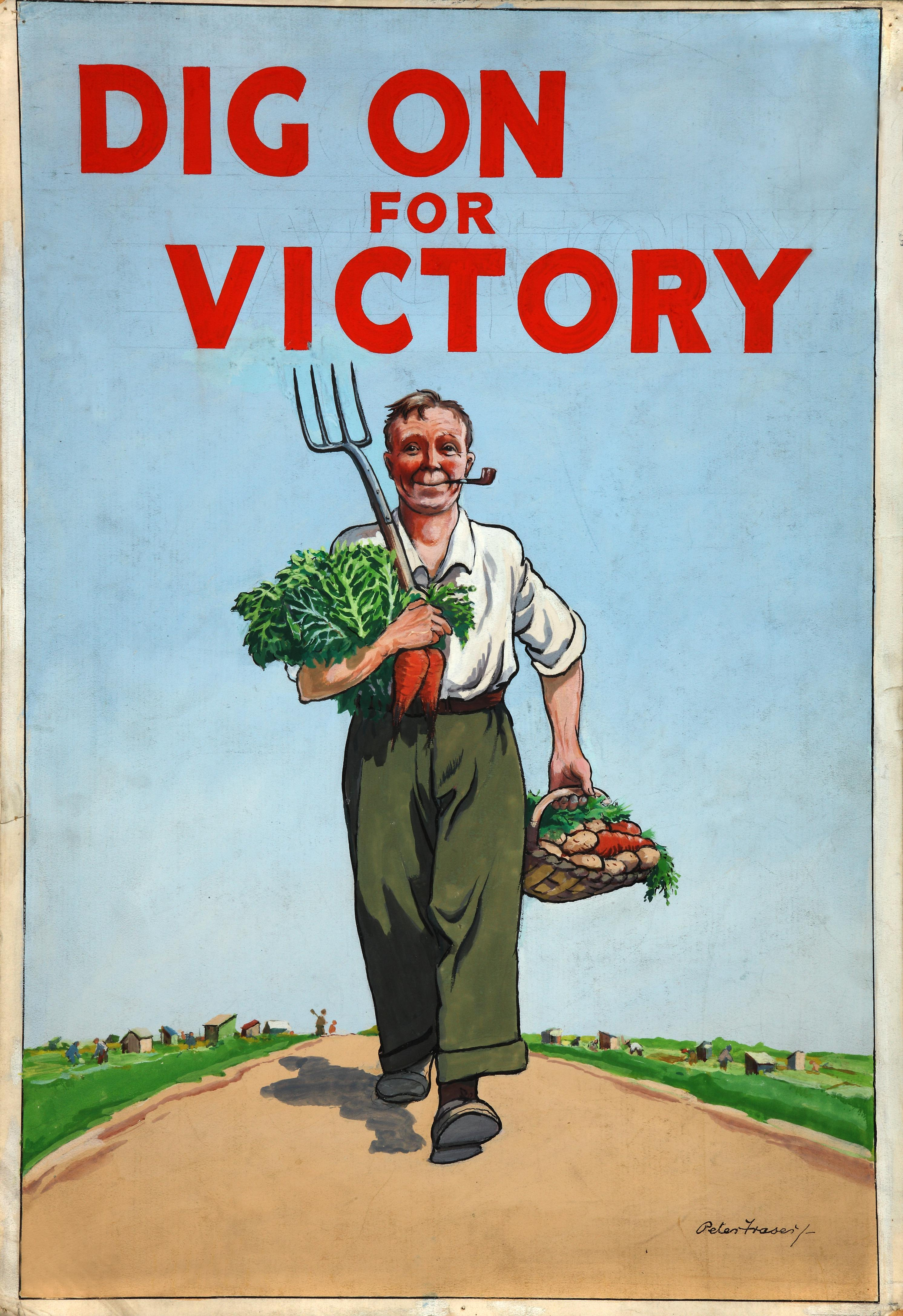
Пропагандистский плакат: «Копай для победы!»
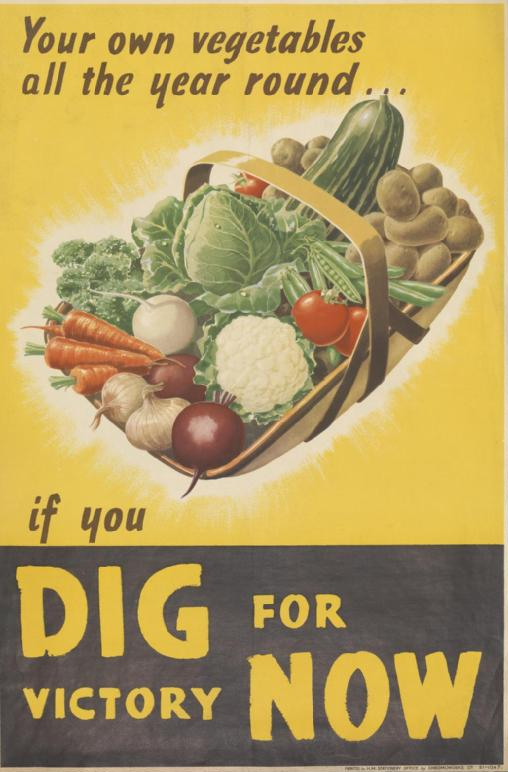
Свои овощи круглый год — если ты копаешь для победы